# 스키피오 시겔레
스키피오 시겔레(Scipio Sighele, 1868년 6월 24일 – 1913년 10월 21일)는 이탈리아의 심리학자, 사회학자, 범죄학자이자 대중 심리학의 선구자였다. 그는 브레시아에서 태어났다. 그는 사피엔차 로마 대학교에서 법학을 공부했으며 1892년부터 1902년까지 브뤼셀 자유 대학교에서 가르쳤다.
그는 저서 '범죄적 군중'(The Criminal Crowd)으로 유명하다. 이 저서에서 그는 동시대의 동료이자 친구인 엔리코 페리를 여러 번 언급했다. 그들은 군중이 구성원에게 미치는 영향에 대해 비슷한 견해를 공유했다. 이 근본적인 아이디어는 가브리엘 타르드와 귀스타브 르 봉에 의해서도 서술되었다. 시겔레와 타르드는 군중 내에서 범죄적 책임을 어떻게 결정하고 할당할지에 대해 논쟁했다.
시겔레는 45세의 나이로 피렌체에서 사망했다.

## 선택된 저작
- 《The Criminal Crowd and Other Writings on Mass Society》 (영어). University of Toronto Press. 2018. ISBN 978-1-4875-1735-9.
- 《L'intelligenza della folla》 (이탈리아어). Turin: Bocca. 1903.